# Rábaszentandrás
Rábaszentandrás (ehemals Szentandrás bzw. Szent András) ist eine ungarische Gemeinde im Kreis Csorna im Komitat Győr-Moson-Sopron.

## Geografische Lage
Rábaszentandrás liegt 18 Kilometer südöstlich der Stadt Csorna, an dem Kanal Sebes-Sobori-csatorna und grenzt unmittelbar an die Großgemeinde Szany. Weitere Nachbargemeinden sind Sobor, Várkesző und Marcaltó.

## Geschichte
Die erste schriftliche Erwähnung des Ortes in Form von Zenthandras stammt aus dem Jahr 1469, während der Regierungszeit des Königs Matthias Corvinus. Während der Reformation konvertierten die Einwohner von Szentandrás zum lutherischen Glauben, wodurch ihr Priester, der Prediger Miklós Borhidai, später zu einer Galeerenstrafe verurteilt wurde. In der Zeit nach dem Ungarischen Volksaufstand wurde im Ort eine Erzeugergenossenschaft gegründet, die später mit der Genossenschaft der Nachbargemeinde Sobor fusionierte. Die Verwaltung lag zur damaligen Zeit beim Rat von Szany. Nach dem Regimewechsel 1989 wurde der Ort wieder unabhängig, seine Erzeugergenossenschaft löste sich auf und seitdem bewirtschaften einzelne Bauern das Land der Gemeinde. Ein Teil der Bewohner arbeitet heutzutage in Szany, Csorna, Pápa und Győr.

## Sehenswürdigkeiten
- Evangelische Kirche, erbaut 1785 (Spätbarock)
- János-Kis-Gedenktafel an seinem Geburtshaus (Kis János emléktáblája a szülőháza helyén álló épületen)
- Miklós-Borhidai-Gedenktafel (Borhidai Miklós gályarab lelkész emléktáblája), erschaffen 1921 von Béla Mechle
- Kruzifixe
- Römisch-katholische Kirche Szent András apostol, erbaut 1760 (Barock)
  - Die Orgel der Kirche wurde durch Spenden finanziert 1906 von József Angster gebaut.
  - Die Glocke der Kirche wurde von Frigyes Seltenhofer, einem Glockengießer aus Sopron hergestellt.

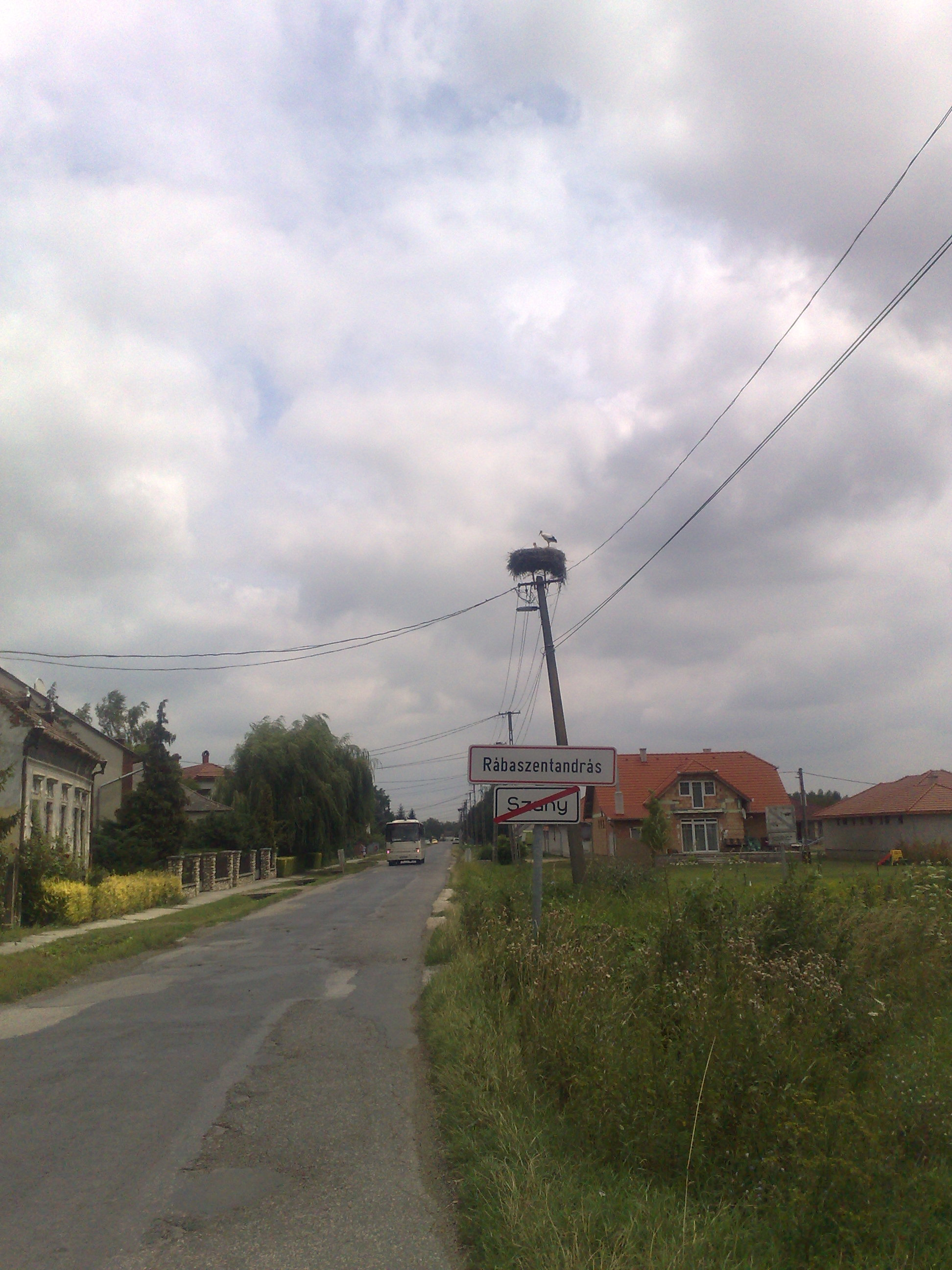
Ortseingang mit Storchennest
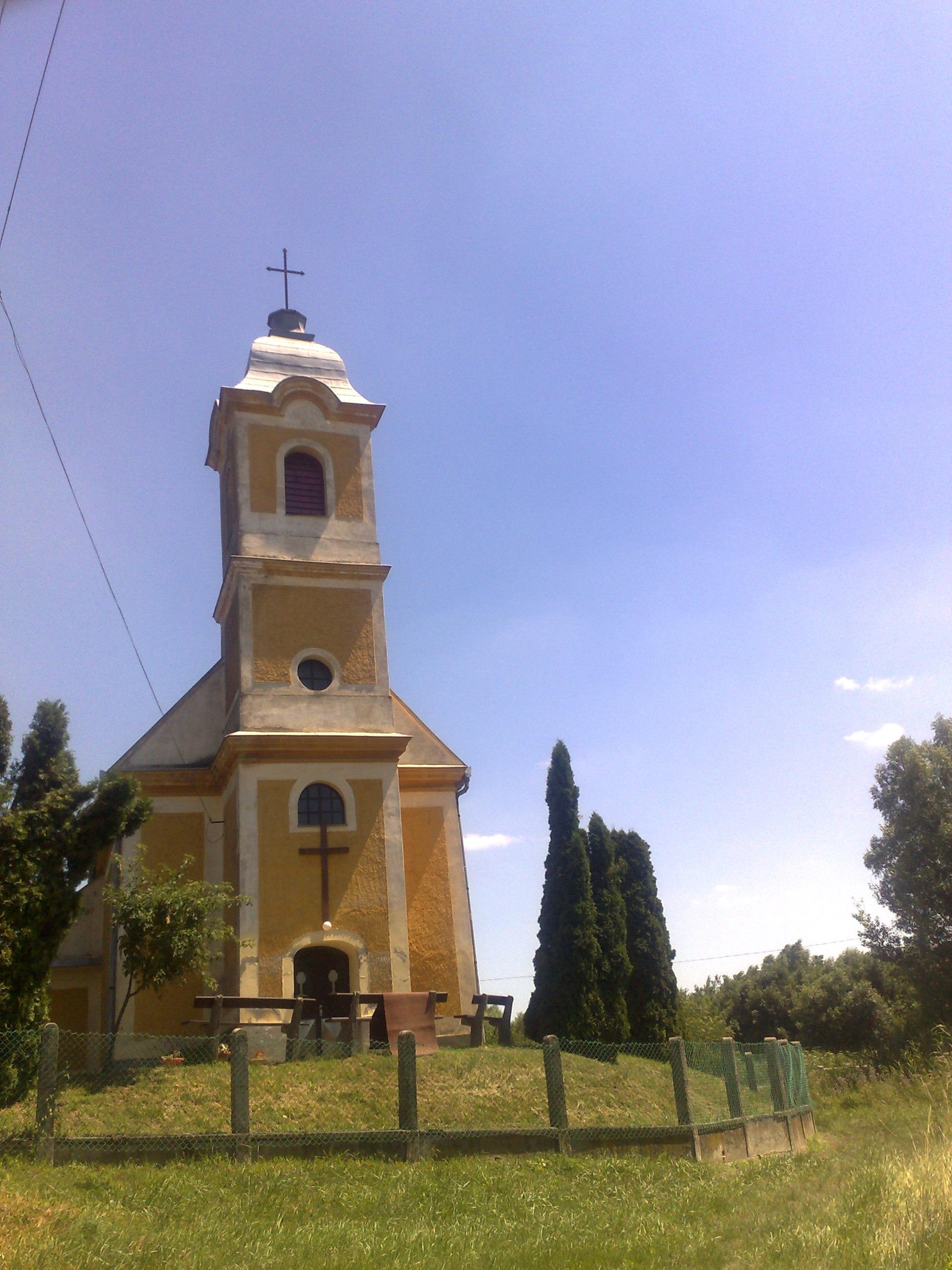
Röm.-kath. Kirche Szent András apostol
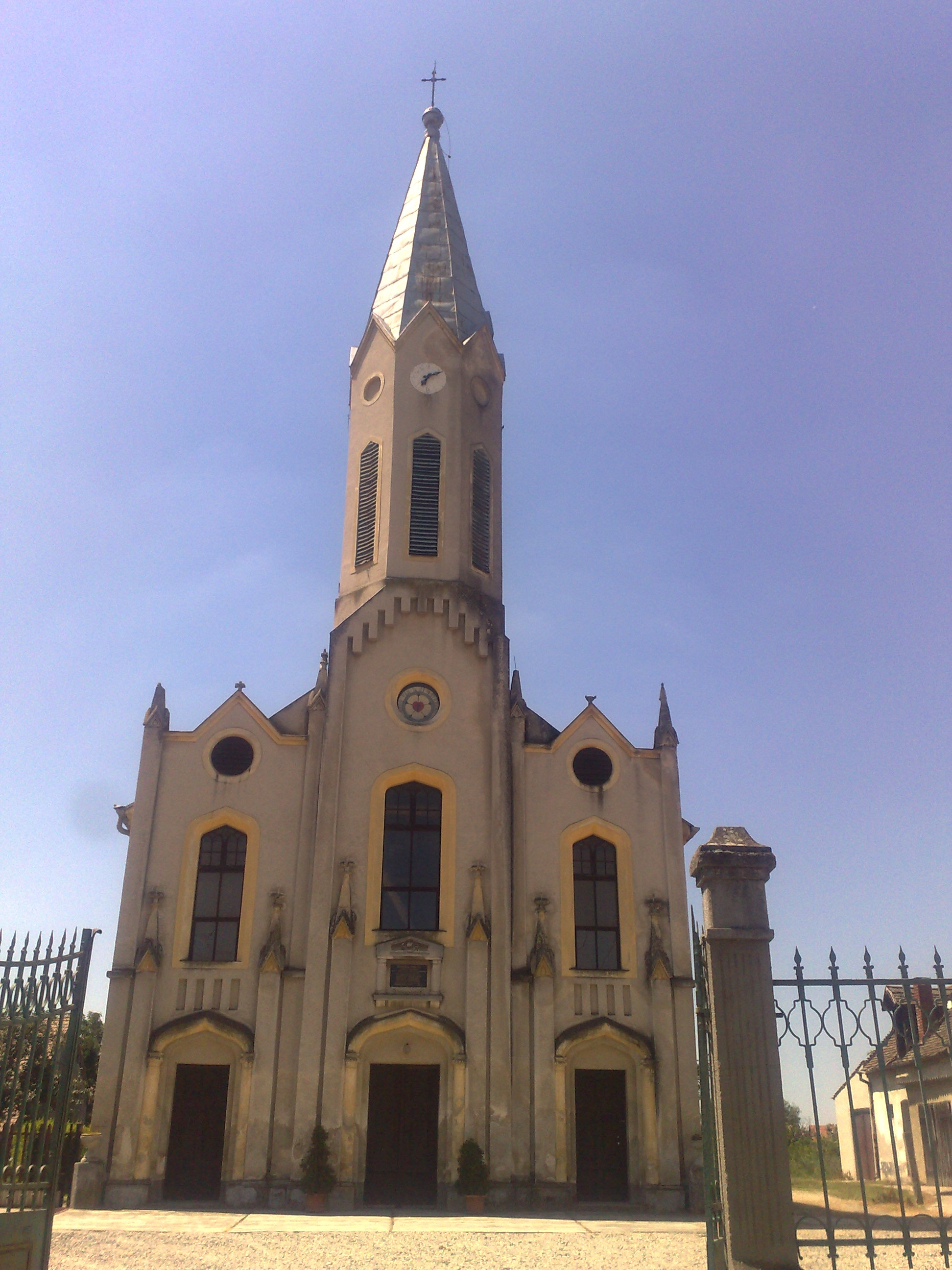
Evangelische Kirche
Bahnhof Szany-Rábaszentandrás

## Söhne und Töchter der Gemeinde
- Miklós Borhidai (um 1630–1675), Prediger
- János Kis (1770–1846), Bischof, Dichter und Übersetzer

## Verkehr
Durch Rábaszentandrás verläuft die Landstraße Nr. 8424. Über den Bahnhof Szany-Rábaszentandrás ist die Gemeinde angebunden an die Eisenbahnstrecke von Csorna nach Pápa.